# Can Jubany
Can Jubany és una obra del municipi de Cardedeu (Vallès Oriental) inclosa en l'Inventari del Patrimoni Arquitectònic de Catalunya.

## Descripció
És una casa de carrer, entre mitgeres, amb planta baixa i pis, i un altell. La teulada és a dues vessants. Darrere la casa hi ha un petit jardí. L'interior està molt reformat i està habitada. La façana té un portal amb carreus de granit i llinda plana, una porta al costat, perquè una primitiva finestra s'obrí fins al nivell de terra.
Al primer pis hi ha un balcó, amb brancals petits i grans i una llinda plana que porta la inscripció (1747). Al costat hi ha un balcó que en origen era una finestra. Tota la façana és arrebossada de blanc.

## Història
Aquesta casa està situada en ple nucli històric de la vila. És possible que abans hi hagués una altra edificació o que aquesta hagués estat reformada.
L'expansió agrícola i industrial del segle xviii va empènyer la construcció de noves cases, també hi va contribuir l'alta taxa de creixement demogràfic d'aquest segle. A l'augmentar la riquesa va ser possible fer cases més grans i més ben construïdes.